# RAW
RAW (англ. raw — сирий) — формат даних, що містить необроблені (або мінімально оброблені) дані, що дозволяє уникнути втрат інформації, і не має чіткої специфікації. У таких файлах міститься повна інформація про збережений сигнал.
Початкові файли зображень (RAW) іноді називають цифровими негативами, вони виконують ту ж роль, що й негативи в плівковій фотографії: тобто, негатив не є безпосередньо зображенням, але має всю необхідну інформацію для створення зображення. Крім того, процес перетворення сирих файлів зображень в зрозумілому форматі іноді називають обробкою необробленого зображення, за аналогією з процесом проявлення плівки (використовуються для перетворення фотоплівки у видимі відбитки). Вибір остаточного вибору подання зображень є частиною процесу балансу білого і корекції кольору.

## Розширення файлу
- .3fr (Hasselblad)
- .ari (Arri)
- .arw .srf .sr2 (Sony)
- .bay (Casio)
- .crw .cr2 (Canon)
- .cap .iiq .eip (Phase One)
- .dcs .dcr .drf .k25 .kdc (Kodak)
- .dng (Adobe)
- .erf (Epson)
- .fff (Imacon)
- .mef (Mamiya)
- .mos (Leaf)
- .mrw (Minolta)
- .nef .nrw (Nikon)
- .orf (Olympus)
- .pef .ptx (Pentax)
- .pxn (Logitech)
- .r3d (Red One)
- .raf (Fuji)
- .raw .rw2 (Panasonic)
- .raw .rwl .dng (Leica)
- .rwz (Rawzor)
- .srw (Samsung)
- .x3f (Sigma)
- .gpr (GoPro)

## Недоліки
Формат RAW завжди вимагає додаткових зусиль для перетворення отриманих з камери зображень в придатний до вживання формат. Отримані з камери файли в форматі RAW можна відкрити лише спеціальними програмами, вони вимагають набагато більшого часу на обробку і, таким чином, уповільнюють технологічний процес. Фактично RAW не є стандартним форматом: файли з розширенням *.CRW, *.NEF або іншим дуже відрізняються в кожній моделі камери.
Основні застосування файлів такого типу:
- Цифрова фотографія — дані, отримані безпосередньо з сенсору без обробки.
- Обробка звуку — звукові дані без стиснення та заголовків, див. Імпульсно-кодова модуляція .